# Rhinophora lepida
Rhinophora lepida är en tvåvingeart som först beskrevs av Johann Wilhelm Meigen 1824.  Rhinophora lepida ingår i släktet Rhinophora och familjen gråsuggeflugor. Arten är reproducerande i Sverige. Inga underarter finns listade i Catalogue of Life.